# Parco nazionale Uluru-Kata Tjuta

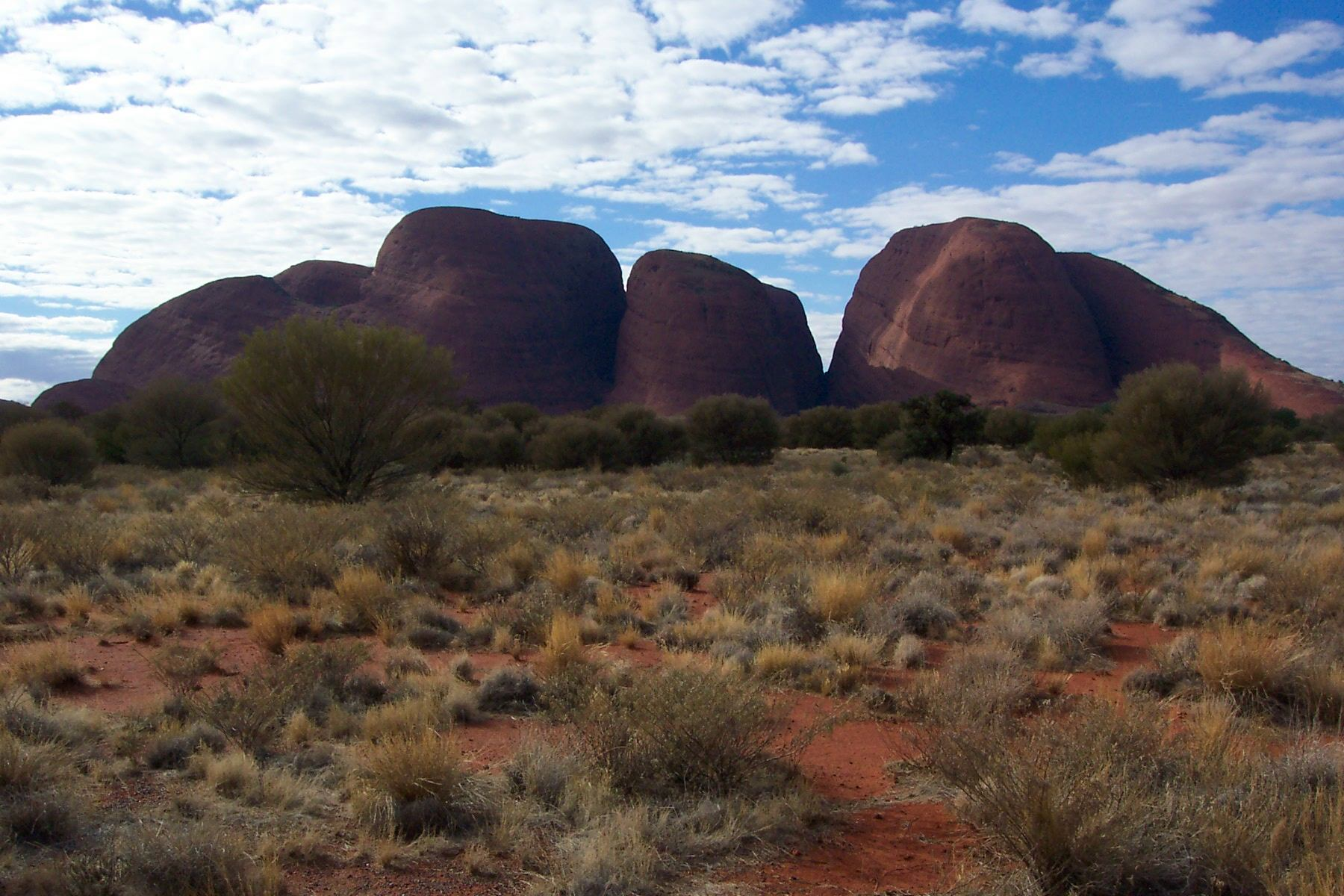
Kata Tjuta, conosciuto anche col nome di Mount Olga

Il parco nazionale Uluṟu-Kata Tjuṯa è un parco nazionale situato nel Territorio del Nord australiano, 1.431 chilometri a sud della città di Darwin. Il parco si estende su di un'area di 1.326 km² e include le famosissime formazioni geologiche che gli danno il nome: Uluru / Ayers Rock e Kata Tjuta / Mount Olga, il primo un monolito di granito rosso e il secondo una "cupola" rocciosa nel bel mezzo della piana dell'Australia centrale.
Nel parco si verificano in media 307,7 millimetri di pioggia l'anno, mentre la natura desertica del paesaggio fa sì che le temperature siano estreme: 45 gradi in estate e -5 in inverno.
Uluru, luogo sacro per gli aborigeni australiani, venne riconsegnato formalmente alle popolazioni indigene nel 1985, infatti i proprietari tradizionali di questo territorio sono gli aborigeni Anangu; oggi il parco è gestito congiuntamente dal governo australiano e dagli aborigeni.
Nel 1977 il parco è stato dichiarato riserva della biosfera. Nel 1987 il Parco Nazionale Uluru-Kata Tjuta è stato inserito nell'elenco dei Patrimoni dell'umanità dell'UNESCO.

## Panoramica
Uluru / Ayers Rock è considerato uno dei monumenti più riconoscibili dell'Australia,[3] ed è diventato un punto focale per l'Australia e il riconoscimento mondiale della cultura indigena australiana. Il monolite di arenaria è alto 348 metri con la maggior parte della sua mole sotto terra. Per gli Anangu, la popolazione indigena locale, Uluru / Ayers Rock è un nome di luogo e questa "Roccia" ha una serie di punti di riferimento diversi in cui molti esseri ancestrali hanno interagito con il paesaggio e/o tra loro, si crede che alcuni addirittura risiedano ancora qui. Kata Tjuta / Monte Olga, che significa "molte teste" nel suo nome aborigeno, è un luogo sacro relativo alla conoscenza che è considerato molto potente e pericoloso, adatto solo agli uomini iniziati. È costituito da un gruppo di 36 cupole rocciose conglomerate che risalgono a 500 milioni di anni fa.
Gli Anangu sono i tradizionali proprietari aborigeni del Parco Nazionale di Uluru-Kata Tjuta. Credono che la loro cultura sia stata creata all'inizio dei tempi da esseri ancestrali. Uluru / Ayers Rock e Kata Tjuta / Monte Olga forniscono prove fisiche delle imprese compiute durante il periodo della creazione. Spesso conducono tour a piedi per informare i visitatori sulla flora e la fauna locali, sui cibi del bush e sulle storie aborigene del Dreamtime della zona.
L'Aboriginal Land Rights (Northern Territory) Act è stato approvato nel 1976, il che significa che dopo molti anni la legge aborigena e i diritti fondiari sono stati finalmente riconosciuti nella legge australiana. Nove anni dopo, il 26 ottobre 1985, i proprietari tradizionali ricevettero i titoli di proprietà per il parco, i quali, a loro volta, affittarono la terra al governo australiano attraverso il Direttore dei Parchi Nazionali (ex Australian National Parks and Wildlife Service) per 99 anni.
Il direttore è assistito da Parks Australia, una divisione del Dipartimento australiano dell'Ambiente e dell'Energia. Da quando è stato restituito, Anangu e il personale di Parks Australia hanno lavorato insieme per gestire il parco. Questo processo di collaborazione è noto come "gestione congiunta".

## Storia
Uluru e Kata Tjuta si sono formati circa 350 milioni di anni fa durante l'orogenesi di Alice Springs. Gli Anangu si sono collegati all'area per migliaia di anni e alcuni documenti suggeriscono che potrebbero aver vissuto lì per più di 10.000 anni.
Gli europei arrivarono nell'area desertica occidentale dell'Australia nel 1870. Uluru e Kata Tjuta furono mappate per la prima volta dagli europei durante il periodo di spedizione reso possibile dalla costruzione della Overland Telegraph Line nel 1872.
In spedizioni separate, William Ernest Powell Giles e William Christie Gosse furono i primi esploratori europei in questa zona. Nel 1872, mentre esplorava l'area, Ernest Giles avvistò Kata Tjuta nei pressi del Kings Canyon e la chiamò Monte Olga, mentre l'anno seguente Gosse vide Uluru e la chiamò Ayers Rock in onore di Sir Henry Ayers, il segretario capo dell'Australia Meridionale. Seguirono ulteriori esplorazioni con l'obiettivo di stabilire le possibilità dell'area per la pastorizia.
Alla fine del XIX secolo, i pastori tentarono di ristabilirsi nelle aree adiacenti alla riserva sud-occidentale/Petermann e l'interazione tra Anangu e i bianchi divenne più frequente e più violenta. A causa degli effetti del pascolo e della siccità, le riserve di cibo negli animali selvatici sono state esaurite. La competizione per queste risorse creò conflitti tra i pastori e gli Anangu. Di conseguenza, le pattuglie della polizia divennero più frequenti.

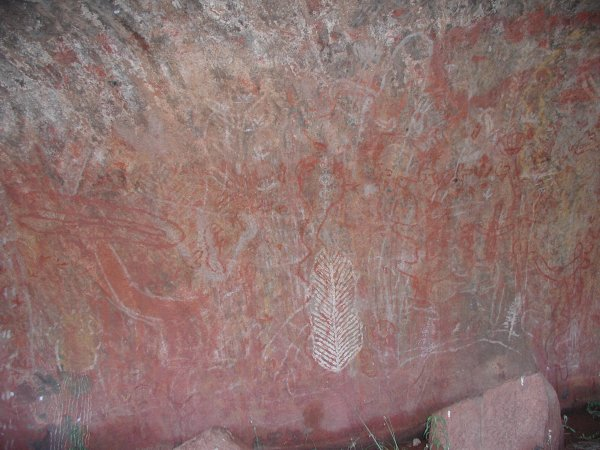
Arte rupestre aborigena a Uluru

Tra il 1918 e il 1921 vaste aree adiacenti dell'Australia Meridionale, dell'Australia Occidentale e del Territorio del Nord furono dichiarate riserve aborigene, come santuari per un popolo nomade che non aveva praticamente alcun contatto con i bianchi. Nel 1920, parte del Parco Nazionale di Uluru-Kata Tjuta fu dichiarata Riserva Aborigena (comunemente nota come Riserva Sud-Occidentale o Petermann) dal governo australiano in base all'Ordinanza sugli Aborigeni del 1918.
Durante la Depressione degli anni '30, gli Anangu furono coinvolti nello scalping del dingo con i "doggers" che introdussero gli Anangu ai cibi e ai modi europei. I primi turisti visitarono l'area di Uluru nel 1936.
A partire dagli anni '40 le due ragioni principali per l'insediamento permanente e sostanziale degli europei nell'area furono la politica di benessere aborigena e la promozione del turismo a Uluru. Nel 1948 fu costruita la prima pista veicolare per Uluru, in risposta al crescente interesse turistico nella regione. I servizi di autobus turistici iniziarono nei primi anni 1950.
Il Parco Nazionale di Ayers Rock è stato riconosciuto nel 1950 e nello stesso anno un residente di Alice Springs, Len Tuit, accompagnò un gruppo di scolari in un viaggio a Uluru. Riconobbe l'enorme potenziale turistico della roccia e iniziò a offrire tour regolari nel 1955, con ospiti accampati in tende e acqua potabile trasportata da Curtin Springs. Kata Tjuta è stato aggiunto al parco nazionale per creare il Parco Nazionale Ayers Rock-Mount Olga nel 1958. La prima sistemazione permanente fu costruita lo stesso anno, mentre una nuova pista di atterraggio permise i primi gruppi turistici fly-in, fly-out.
Nel 1958, in risposta alle pressioni per sostenere le imprese turistiche, l'area che ora è il parco è stata espulsa dalla Petermann Aboriginal Reserve per essere gestita dal Northern Territory Reserves Board come Ayers Rock - Mt Olga National Park. Il primo ranger fu la leggendaria figura dell'Australia centrale, Bill Harney.
Il sito giunse alla ribalta il 17 agosto 1980 quando Azaria Chamberlain, di due mesi, fu trovato morto a seguito di un prelievo da parte di un dingo.
Il 1° ottobre 2015, i proprietari tradizionali hanno dichiarato più di 50.000 chilometri quadrati di terra aborigena che circonda il Parco Nazionale un'Area Protetta Indigena (IPA) denominata Katiti Petermann Indigenous Protected Area. Essendo la quarta IPA più grande dell'Australia continentale, è più grande della Svizzera e completa un'enorme rete di nove IPA nell'Australia centrale.

## Geografia

### Geologia

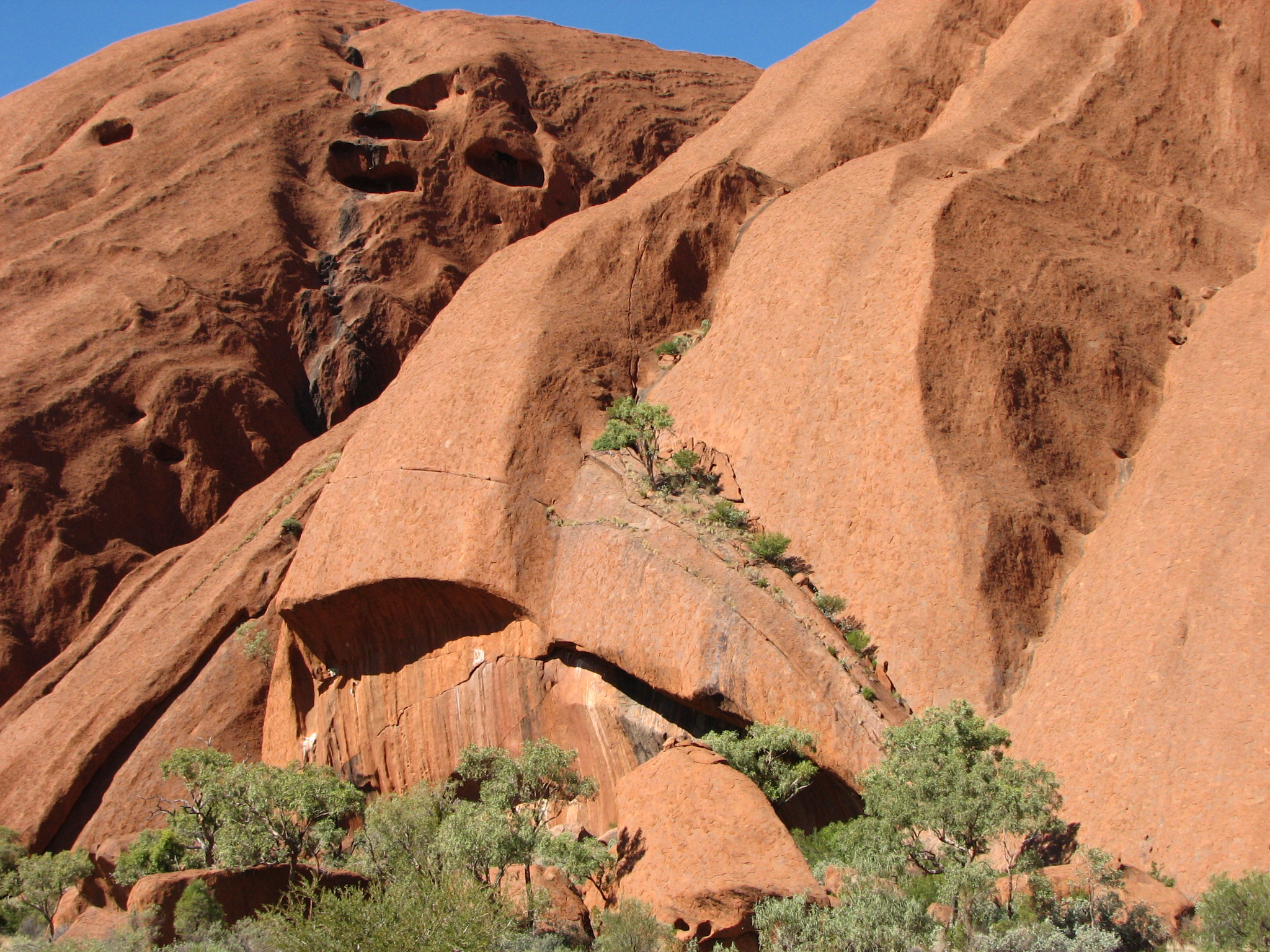
Vista ravvicinata dei crepacci di Uluru

Queste formazioni rocciose a cupola sono composte da conglomerato, una roccia sedimentaria costituita da ciottoli e massi di vari tipi di roccia tra cui granito e basalto, cementati da una matrice di arenaria. I crepacci sono dovuti all'erosione, principalmente dovuta all'acqua. Sebbene si tratti di una regione arida, l'ampia area di queste cupole raccoglie molta acqua piovana, che defluisce in ripide cascate durante la pioggia.
Da un punto di vista geologico, l'analisi dei parchi nazionali di Uluru-Kata Tjuta e Watarrka rivela una storia maestosa: 500 milioni di anni fa, l'intera area era coperta da un mare interno e nel corso dei secoli sabbia e fango caddero sul fondo del mare, creando roccia e arenaria. Le cupole di Kata Tjuta sono i resti erosi di roccia sedimentaria dal fondo del mare, mentre Uluru è un relitto dell'arenaria a grana grossa e ricca di minerali chiamata arkose.

### Clima e stagioni
Il parco riceve una piovosità media di 307,7 millimetri all'anno. Le temperature estreme nel parco sono state registrato a 45 °C durante l'estate e a -5 °C durante le notti invernali. Mentre l'ambiente dell'Australia centrale può sembrare a prima vista desolato – un paesaggio arido che supporta spettacolari formazioni rocciose – un esame più attento rivela che si tratta di un ecosistema complesso, pieno di vita.
La flora e la fauna si sono adattate alle condizioni estreme dell'area e di conseguenza ospitano una flora e una fauna tra le più insolite del pianeta. Molte di queste sono state a lungo una preziosa fonte di bush tucker e medicina per gli aborigeni locali.

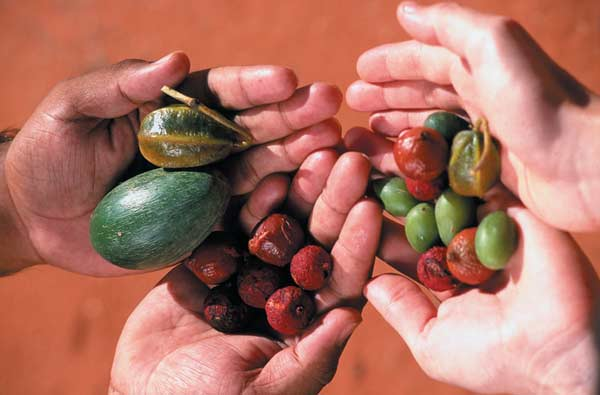
Bush tucker (cibi del bush) raccolti all'Alice Springs Desert Park

Gli aborigeni australiani riconoscono sei stagioni:
- Piryakatu (agosto/settembre) – Gli animali si riproducono e le piante alimentari fioriscono
- Wiyaringkupai (ottobre/novembre) – La stagione davvero calda in cui il cibo scarseggia
- Itanju- (gennaio/febbraio) Tempeste sporadiche possono arrivare all'improvviso

Wanitjunkupai (marzo) – Clima più fresco
- Tjuntalpa (aprile/maggio) – Le nuvole arrivano da sud
- Wari (giugno/luglio) – La stagione fredda porta le gelate mattutine

### Ecologia

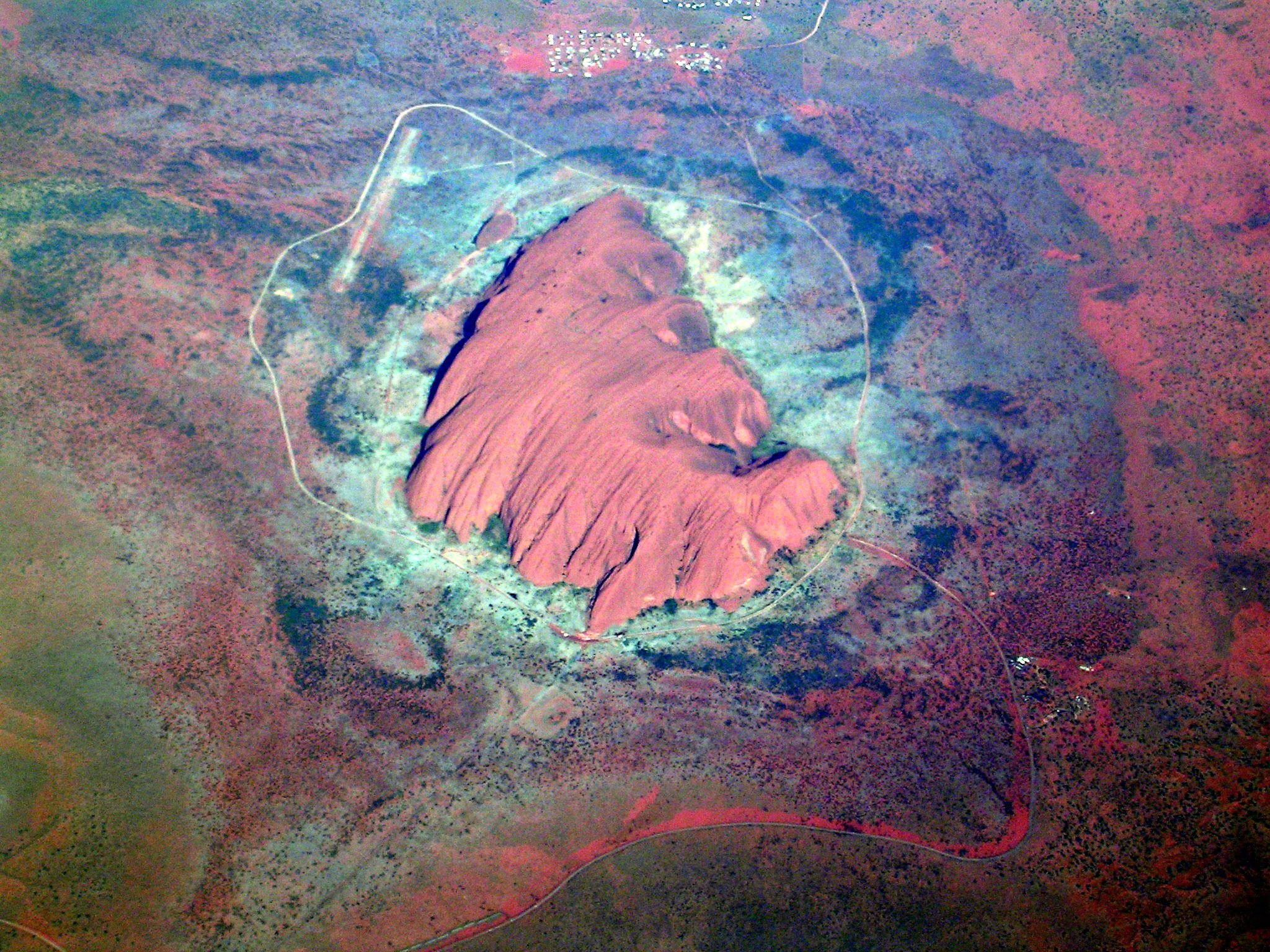
Una veduta aerea di Uluru mostra le sue grandi dimensioni

Il parco è classificato come uno degli ecosistemi aridici più significativi del mondo. In qualità di Riserva della Biosfera nell'ambito del Programma L'Uomo e la Biosfera dell'UNESCO, si unisce ad almeno altre 11 riserve in Australia e a una rete internazionale che mira a preservare i principali tipi di ecosistemi del mondo.

## Biologia

### Flora

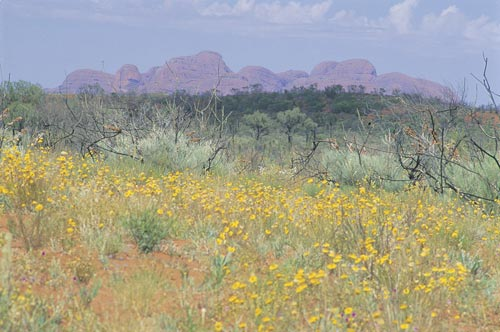
Fiori selvatici in fiore con Kata Tjuta sullo sfondo

La flora del Parco Nazionale di Uluru-Kata Tjuta rappresenta una grande porzione di piante che si trovano nell'Australia centrale. Un certo numero di queste specie sono considerate rare e limitate nel parco o nelle immediate vicinanze. Ci sono molte piante rare ed endemiche a Uluru e Kata Tjuta. Un certo numero di altre specie, sebbene si trovino altrove nell'Australia centrale, potrebbero essere in pericolo all'interno del parco.
La flora del deserto si è adattata alle dure condizioni. La crescita e la riproduzione delle comunità vegetali si basano su precipitazioni irregolari. Alcune piante sono in grado di sopravvivere al fuoco e altre dipendono da esso per riprodursi. Le piante sono una parte importante del Tjukurpa e ci sono cerimonie per ciascuno dei principali alimenti vegetali. Molte piante sono associate a esseri ancestrali. La raccolta di alimenti vegetali rimane un'attività culturalmente importante, che rafforza i legami tradizionali con il paese e il Tjukurpa.
La flora nel Parco Nazionale di Uluru-Kata Tjuta può essere suddivisa nelle seguenti categorie:
- Punu – alberi
- Puti – arbusti
- Tjulpun-tjulpunpa – fiori
- Ukiri – erbe

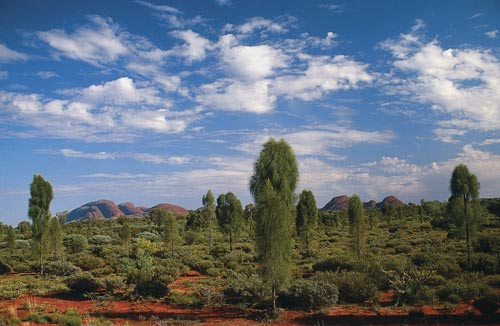
Querce del deserto con Kata Tjuta sullo
sfondo

Alberi come la mulga e il legno di sangue centraliano sono usati per realizzare strumenti come punte di lancia, boomerang e ciotole. La linfa rossa del bloodwood è usata come disinfettante e inalante per tosse e raffreddore.
Altri, come la eucalipto rosso di fiume, e gli alberi di sughero come la grevillea e il nasello, sono essi stessi fonte di cibo. La crosta bianca e friabile delle foglie di gomma rossa di fiume può essere arrotolata in palline e mangiata come un lecca-lecca e il nettare dei fiori degli alberi di sughero può produrre una bevanda dolce.
Il cespuglio di streghetta sembra una mulga arbustiva con foglie larghe e arrotondate. Le larve di streghe si trovano nelle radici di questo albero. Le margherite e altri fiori di terra sbocciano dopo la pioggia e durante l'inverno. Altri, come i bargigli, fioriscono con l'avvicinarsi della primavera. Gli Anangu raccolgono i semi di acacia e li schiacciano e li mescolano con acqua per ottenere una pasta commestibile che mangiano cruda. Per fare l'umido, i semi vengono riarsi con sabbia calda in modo che le loro bucce possano essere rimosse prima di essere macinati per la farina.

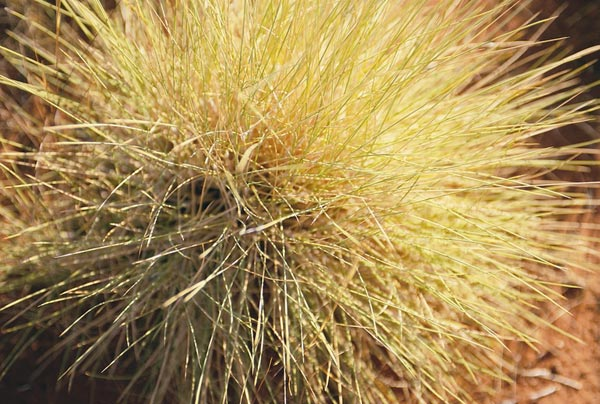
Erba spinifex

Le gobbe spinose, dure e pungenti, hanno enormi apparati radicali che impediscono lo spostamento delle sabbie del deserto. Le radici dell'amaca si diffusero sottoterra oltre il ciuffo spinoso e in profondità nel terreno, formando un immenso cono. Gli Anangu usano una resina raccolta dallo spinifex gommoso per fare la gomma. Trebbiano lo spinifex fino a quando le particelle di resina non cadono libere. Queste particelle vengono riscaldate fino al momento in cui si fondono insieme per formare un catrame nero modellabile che gli Anangu lavorano mentre sono caldi. La gomma viene utilizzata per gli attrezzi da caccia e da lavoro e per riparare le rotture negli strumenti di pietra e legno.
Il lanoso nudo e il miglio nativo hanno semi che sono importanti alimenti Anangu. Le donne strofinano i semi dai loro steli e poi separano i semi dalla pula con un'abile vagliatura. Usando le pietre da macinazione, macinano quindi i semi in farina per l'umidità.
Ci sono diverse specie rare e in via di estinzione nel parco. La maggior parte di esse, come le felci a lingua di vipera (Ophioglossaceae sp.), sono limitate alle aree umide alla base dei monoliti, che sono aree ad alto utilizzo da parte dei visitatori e soggette a erosione.
Dall'arrivo dei primi europei, nel parco sono state registrate 34 specie di piante esotiche, che rappresentano circa il 6,4% della flora totale del parco. Alcune, come l'erba buffel perenne (Cenchrus ciliaris), sono state introdotte per riabilitare le aree danneggiate dall'erosione. È l'erbaccia più minacciosa del parco e si è diffusa per invadere l'acqua e le linee di drenaggio ricche di sostanze nutritive. Dove l'infestazione è densa, impedisce la crescita di erbe autoctone, fonte di cibo per gli animali e l'uomo. Alcune altre, come il burrgrass, sono state portate accidentalmente, trasportate su auto e persone.

### Fauna

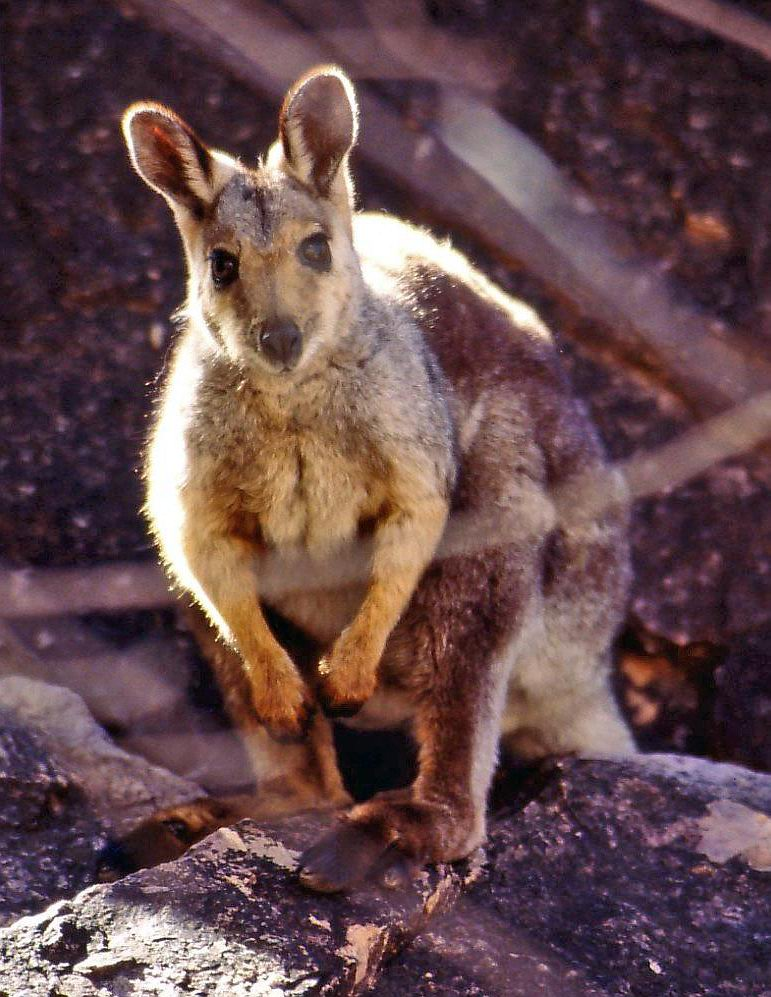
Wallaby delle rocce dai piedi neri (Petrogale lateralis), Australia

Storicamente si sa che 46 specie di mammiferi autoctoni vivevano nella regione di Uluru. Attualmente ce ne sono 21 secondo recenti sondaggi. Gli Anangu sostengono che una diminuzione del numero ha implicazioni per le condizioni e la salute del paesaggio. Sono supportate le mosse per la reintroduzione di animali localmente estinti come il mallee, l'opossum brushtail, il wallaby lepre rossiccio o mala, il bilby, il bettong scavatore e il wallaby delle rocce dai piedi neri.
Il mulgara, l'unico mammifero elencato come vulnerabile, è per lo più limitato all'area di transizione della pianura sabbiosa, una stretta fascia di terra che si estende dalle vicinanze di Uluru, al confine settentrionale del parco, e nell'Ayers Rock Resort. Questa zona molto importante contiene anche la talpa marsupiale, il pitone woma o kuniya e il grande scinco del deserto.

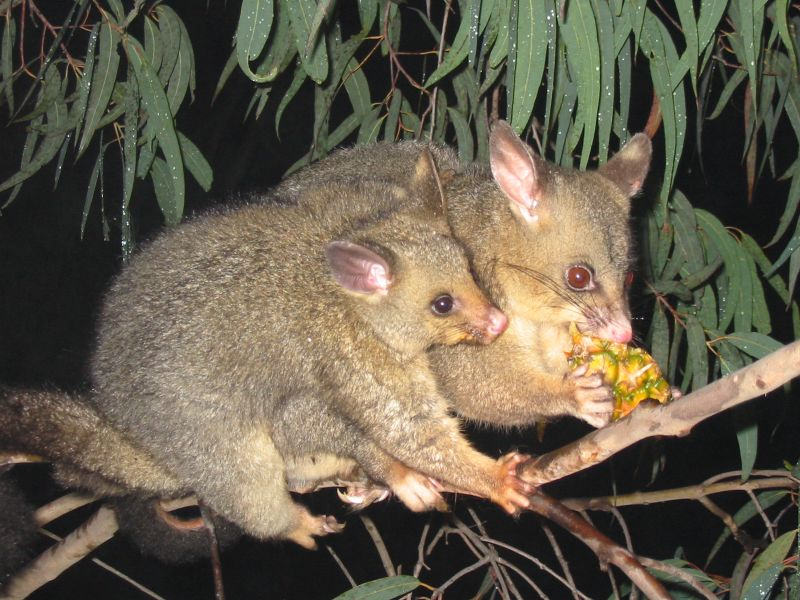
Opossum coda a spazzola, Australia

La popolazione di pipistrelli del parco comprende almeno sette specie che dipendono dai siti di appollaiamento diurni all'interno delle grotte e delle fessure di Uluru e Kata Tjuta. La maggior parte dei pipistrelli cerca prede volanti all'interno di uno spazio aereo che si estende a soli 100 metri dalla parete rocciosa.
Il parco ha una fauna di rettili molto ricca di alto significato per la conservazione, con 73 specie che sono state registrate in modo affidabile. Quattro specie di rane sono abbondanti alla base di Uluru e Kata Tjuta dopo le piogge estive. Il grande scinco del deserto è elencato come vulnerabile.
Gli Anangu continuano a cacciare e raccogliere specie animali nelle aree remote del parco e nella loro terra. La caccia è in gran parte limitata al canguro rosso, all'otarda australiana, all'emù e alla lucertola come il goanna delle sabbie e la perentie.

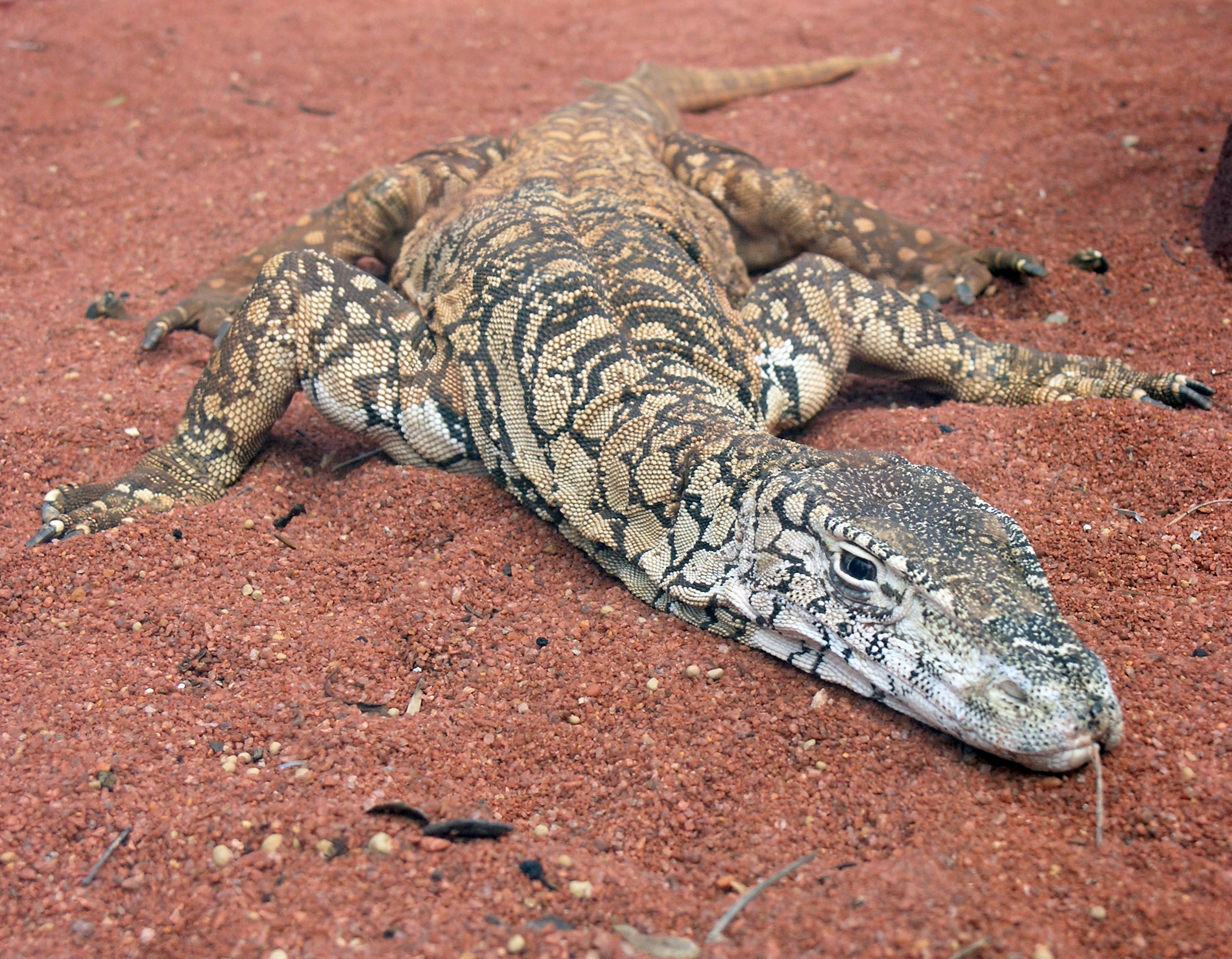
Lucertola Perentie, Australia

Le pressioni esercitate dai predatori e dagli erbivori introdotti sulla fauna mammifera originaria dell'Australia centrale furono un fattore importante nell'estinzione di circa il 40% delle specie autoctone. Delle 27 specie di mammiferi presenti nel parco, ne vengono introdotte sei: il topo domestico; cammello; volpe; gatto; cane e coniglio. Queste specie sono distribuite in tutto il parco, ma la loro densità è maggiore nelle ricche aree di deflusso delle acque di Uluru e Kata Tjuta. Un gran numero di conigli ha portato all'introduzione di un programma per il loro controllo nel 1989. Ciò ha comportato una grande riduzione della popolazione di conigli, un notevole recupero della vegetazione e una riduzione del numero di predatori. I cammelli sono stati implicati nella riduzione delle specie vegetali, in particolare delle specie più succulente come il quandong. Il topo domestico è un invasore di successo di ambienti e habitat disturbati che hanno perso i roditori autoctoni. Stime soggettive del numero di gatti e volpi sono state raccolte in associazione con il programma di controllo dei conigli. La conoscenza e le capacità di tracciamento degli Anangu sono inestimabili nella gestione di questi animali. Il regolamento del parco vieta ai visitatori di portare animali a meno che non siano cani guida per non vedenti o sordi, o un permesso concesso dalla direzione dei Parchi Nazionali.
Gli uccelli iconici del Parco Nazionale di Uluru-Kata Tjuta includono il macellaio pezzato, la poiana dal petto nero, la rondine dalla faccia nera e il chiacchiericcio cremisi.